# Ik wil mij gaan vertroosten
Ik wil mij gaan vertroosten (oorspronkelijk: ick wil mi gaen vertroosten) is een geestelijk lied, dat een beschouwing omtrent het lijden van Christus omvat.

## Eerste uitgave
Het lied wordt toegeschreven aan Johannes Brugman. Het werd voor het eerst gepubliceerd in 1539, in het volgende liedboek:
Een devoot ende profitelijck boecxken, inhoudende veel ghestelijcke Liedekens ende Leysenen, diemen tot deser tijt toe heeft connen ghevinden in prente oft in ghescrifte: uut diversche steden ende plaetsen bi een vergadert ende bi malcanderen ghevoecht. Ende elck lieteken heeft sinen bisonderen toon, wise, oft voys, op noten ghestelt, ghelijc die Tafel hier na volghende breed' uut wijst ende verclaert. Hieruit valt af te leiden dat het lied inderdaad ouder is (Brugman leefde in de 15e eeuw).
Het boek werd gheprent met Keyserlijcker Privilegien (bedoeld werd keizer Karel V) door Symon Cock in die triumphelike coopstadt van Antwerpen.

## Verdere uitgaven
Omstreeks 1590 werd het lied heruitgegeven in Het oudt Huysken van Bethleem, met vele schoone Leyssenen, Lofsanghen ende andere Geestelyke Liedekens verciert, ter eere van den nieuwen gheboren Coninck onsen Salichmaker Christus Jesus, gedrukt te Antwerpen door Hiëronymus Verdussemen.
Rond het jaar 1600 verscheen het lied in het Liedboek van Anna de Tenniers, een boek waarin zij een aantal liederen heeft opgetekend. Zij geeft in dichtvorm aan, waartoe deze liederen dienen:
Waerom dat gemaeckt sijn dese liedekens claer

dat is tot stichtinge van alle menschen voorwaer

bijsonder voor die gheestelijcke machden eerbaer.
Vervolgens verschijnen modernere uitgaven, zoals de bundel:
Het oude Nederlandsche lied: wereldlijke en geestelijke liederen uit vroegeren tijd: teksten en melodieen, door Florimond van Duyse, uitgegeven van 1903-1908. In deze bundel werden maar liefst 1505 liederen opgenomen.
De oorspronkelijke tekst was geschreven voor gebruik in de Rooms-Katholieke kerk, wat vooral uit de strofen 6 en 7 blijkt. De versie voor de protestantse kerken werd opgenomen in de Psalmen en gezangen voor den eredienst der Nederlandsche Hervormde Kerk. Slechts de eerste drie strofen van het oorspronkelijk 7 strofen tellende lied werden opgenomen, en als zodanig zijn ze nog steeds als Gezang 174 in het Liedboek voor de Kerken te vinden.
Later volgden nog veel uitgaven, zowel in kerkelijke gezangbundels als in volksliederenbundels.

## Tekst
1.
Ick wil mi gaen vertroosten

In Iesus liden groot

Al hevet ghestaen ten boosten

Het mocht noch werden goet

Al om mijn sondich leuen

Ben ick met druck bevaen

Dat wil ick gaen begeven

O Iesu siet mi aen.
2.
Mijn suchten ende mijn kermem

Siet aen ghenadich God.

Eylaes wilt mijns ontfermen

Al heb ick u ghebot

Versmaet tot menigher uren

Ick wil mi beteren gaen

Dit doet mijn herte trueren

O Iesu siet mi aen.
3.
Den tijt heb ick verloren

Die ghi mi hebt verleent

Nae u en wilde ick niet horen

In sonden was ick versteent.

Seer traech ben ic tot duechden

Al heb ick goed vermaen

Oorspronck der eewiger vruechden

O Iesu siet my aen.
4.
Al ben ick vol van sonden

Wilt mijns ghedachtich sijn

U duecht is sonder gronden

Die schulden sijn al mijn

Ick kent al yst seer spade

En wilt mi niet versmaen

Aen u roep ick ghenade

O Iesu siet my aen.
5.
Och lacy mi ocharmen

Hadde ict te voren versint

Soe mocht ick in uwen arme

Rusten als u kind

Om mijn groote misdaden

Mocht ick mi wel verslaen

Maer vat vol alder ghenaden

O Iesu siet mi aen.
6.
Maria keyserinne

Des sondaers toeverlaet

Vercrijcht mi uws kints minne

Want mi nu nauwe staet.

O maghet wilt mi hooren

In mijnder noot bi staen

Noch roep ick als te voren

O Iesu siet mi aen.
7.
O heylighen alle gader

Staet mi in noode bi

Wilt bidden God den vader

Dat hi mijnder ghenadich si

Mijn roepen en wil ic niet laten

Mocht ick ghenade ontfaen

Noch roepe ick macht mi baten

O Iesu siet mi aen.

## Betekenis
Uit te tekst spreekt boetvaardigheid en berouw. Vooral in de eerste strofe komt de tegenstelling naar voren tussen het boze lijden van Christus en het goede, namelijk dat door dit lijden de mensen op vergeving van hun zonden zouden kunnen rekenen. Ook later wordt nog op een tegenstelling gewezen: U duecht is sonder gronden, Die schulden sijn al mijn.
De steeds weerkerende zin: O Iesu siet mi aen, kan worden opgevat als een, zij het eenvoudige, doxologie.

## Externe bron
- Dutch Song Database
- Proefschrift door Jeske van Dongen over het Boecxken